# Nimravides
Nimravides és un gènere de mamífers carnívors extints de la família dels fèlids. Visqué durant el Miocè en allò que avui en dia són els Estats Units. Se n'han trobat restes fòssils a Califòrnia, Florida, Kansas, Nebraska, Nou Mèxic, Oklahoma i Texas. A més a més, unes restes de petjades trobades a diverses localitats de Califòrnia podrien ser de Nimravides i el seu parent Machairodus.
Evolucionaren d'Hyperailurictis. L'espècie N. catocopis era igual de grossa que un tigre de grans dimensions.